# Чишма (Дюртюлинский район)
Чишма (баш. Шишмә) — село в Дюртюлинском районе Республики Башкортостан Российской Федерации. Входит в состав Исмаиловского сельсовета.

## География

### Географическое положение
Расстояние до:
- районного центра (Дюртюли): 22 км,
- ближайшей ж/д станции (Буздяк): 146 км.

## Население
| 2002 | 2009 | 2010 |
| ---- | ---- | ---- |
| 453  | ↗503 | ↘472 |

Национальный состав
Согласно переписи 2002 года, преобладающая национальность — башкиры (89 %).